# Franz Julius Wettel

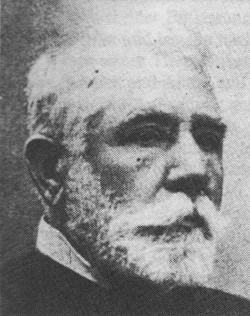
Franz Julius Wettel

Franz Julius Wettel, Pseudonym: Beatus Streiter (* 24. Februar 1854 in Werschetz, Kaisertum Österreich; † 5. August 1938 in Timișoara, Königreich Rumänien) war ein donauschwäbischer Historiker und Politiker. Zusammen mit Edmund Steinacker zählt er zu den Gründern der Ungarländischen Deutschen Volkspartei (UDVP), welche am 30. Dezember 1906 in Werschetz gegründet wurde. Zudem betätigte er sich als Lokalhistoriker und war als Buchhändler und Verleger zu Wohlstand gelangt.

## Leben und Wirken
Nach der Volksschule in Werschetz machte er eine Kaufmannslehre in Weißkirchen, fuhr aber 1871 nach Wien, um dort Buchhändler zu werden. In seiner Freizeit studierte er Harmonielehre und besuchte eine Orgelschule. Anschließend bereiste er Deutschland und die Schweiz, kehrte 1876 nach Werschetz zurück, wo er eine Buch- und Musikalienhandlung eröffnete. 1880 kam er nach Temeswar und kaufte die spätere Corvina-Buichhandlung. 1910 kaufte er die Südungarische Buchdruckerei.
Seine Banatica-Bücherei überließ er in Form einer „Wettel-Stiftung“ der Banatia in Temeswar. Sie stand seit 1936 im Lehrerzimmer der Schule und wurde bis 1942 von H. Hegel verwaltet. Nach dem Königlichen Staatsstreich in Rumänien von 1944 wurde sie ausgelagert.
Als Mitstreiter von Edmund Steinacker setzte er sich für den Erhalt des ungarländischen Deutschtums ein. Wettel war maßgeblich an der Gründung der Ungarländischen Deutschen Volkspartei am 30. Dezember 1907 beteiligt. Gemeinsam mit Steinacker und Johann Matthias Anheuer gründete er am 16. Dezember 1900 das „Deutsche Tagblatt für Ungarn“.
Franz Julius Wettel starb 1938 in Temeswar, wo er in der Gruft der Familie Wettel beigesetzt wurde.

## Verleger und Herausgeber
- Südungarische Wein- und Ackerbauzeitung, Werschetz 1878
- Dettaer Zeitung, Detta 1881
- Deutsches Tagblatt für Ungarn, Temeswar 1900
- Deutsch-Ungarischer Volksfreund, Temeswar 1903

## Werke
- Stephan Milow. Ein deutschbanater Dichter. Eine biographische Skizze. Temesvar, 1914
- Geschichte des Banates im Altertum und Mittelalter. Temesvar, 1927
- Biographische Skizzen. Beiträge zur Geschichte des Banates. Temesvar, 1932

## Auszeichnungen
- Silbermedaille der Deutschen Akademie zu München, 1936
- Ehrenmitglied der Vereinigung schwäbischer Hochschüler in Wien
- Ehrenobmann des von Michael Kausch gegründeten Banater Deutschen Kulturvereins